# دوويس

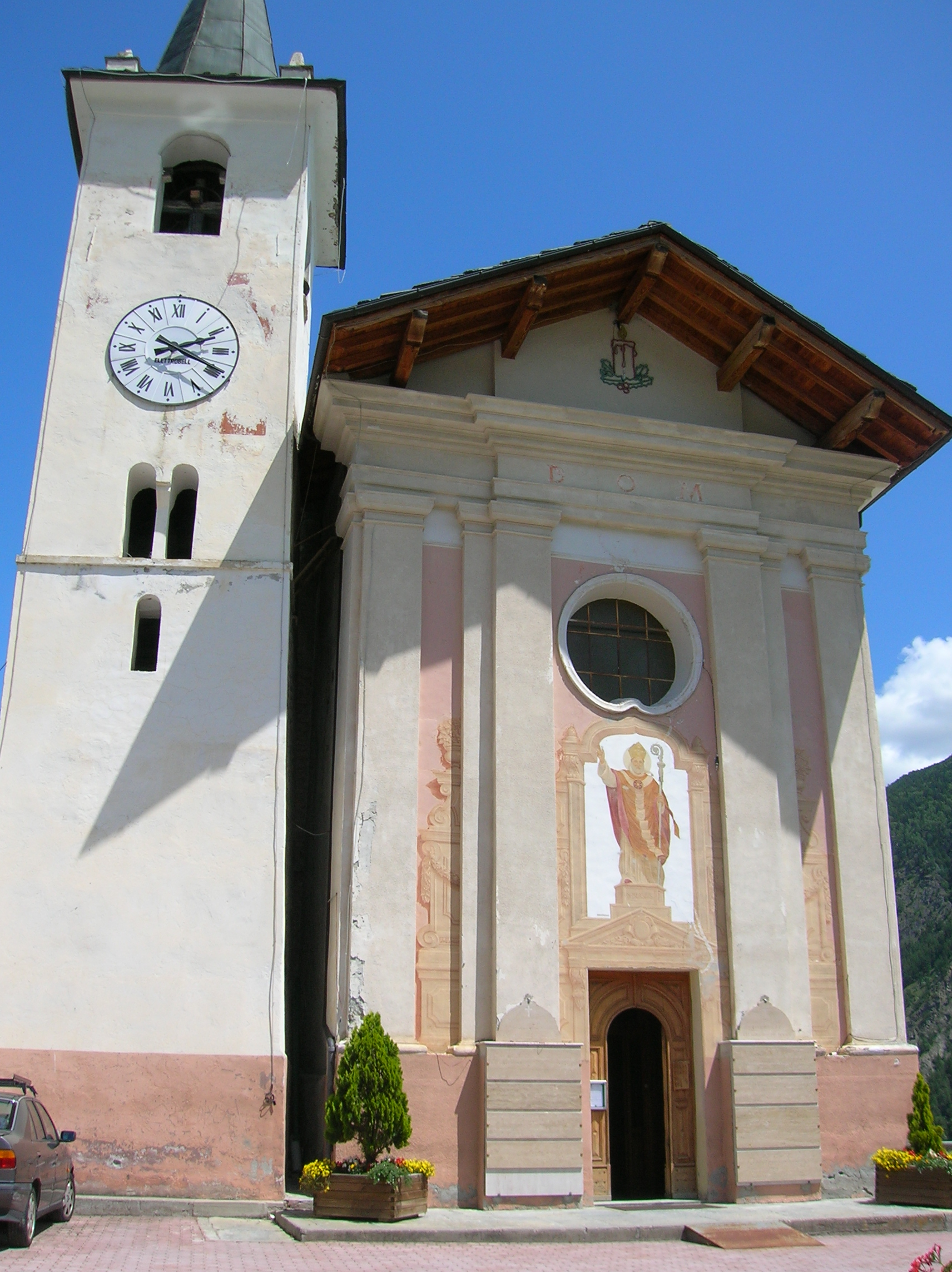
أبرشية كنيسة دوويس

دوويس هي بلدية ومدينة في منطقة وادي أوستا في شمال غرب إيطاليا.